# Эфтаксиас, Афанасиос
Афанасиос Эфтаксиас (греч. Αθανάσιος Ευταξίας; 1849, Амфиклия, Фтиотида — 5 февраля 1931, Афины, Греция) — греческий политик, член Греческого парламента, министр и премьер-министр Греции в течение нескольких месяцев 1926 года.

## Биография
Родился в 1849 году в Амфиклии, в семье священника. Окончил Ризарийскую богословскую школу.
Он неоднократно избирался членом Греческого парламента от Фтиотиды, служил министром образования в правительстве Сотиропулоса в 1893 году, министром национальной экономики в правительстве Гунариса в 1915 году и в других правительствах, а также недолго работал премьер-министром Греции при диктатуре Теодороса Пангалоса летом 1926 года, в период Второй Греческой Республики.
Скончался 5 февраля 1931 года. Его племянник Ламброс Эфтаксиас (1905—1996) известен своей художественной коллекцией, которую передал Музею города Афин.